# Harka
Pour l’article ayant un titre homophone, voir Arka.
Pour l'unité paramilitaire, voir Harki#Définition.
Pour le film, voir Harka (film).
Harka est un village et une commune du comitat de Győr-Moson-Sopron en Hongrie. Il s'est appelé Magyarfalva entre 1947 et 1990.